# Rahonavis
Rahonavis is een geslacht van theropode dinosauriërs behorend tot de Eumaniraptora, dat tijdens het late Krijt, zeventig miljoen jaar geleden, leefde op Madagaskar. De enige benoemde soort is Rahonavis ostromi.
Het fossiel van Rahonavis werd in 1995 ontdekt. De soort kreeg in 1998 haar naam, die zoiets als "vogel die een dreiging uit de wolken is" betekent. Er is maar één belangrijk skelet van Rahonavis gevonden en dat is onvolledig en mist de schedel. Daardoor blijft veel over de kenmerken van de soort onduidelijk.
Rahonavis werd ongeveer zeventig centimeter lang. Hij was een warmbloedig en bevederd roofdier. Rahonavis had lange vleugels, lange onderbenen en een hoog schoudergewricht, net als bij vogels. Maar hij had ook een sikkelklauw aan de voet en een lange verstijfde benige staart net als bij de Dromaeosauridae die nauw aan de vogels verwant zijn. De geleerden zijn het er niet over eens bij welke groep dinosauriërs Rahonavis hoorde. Het dier kan een vogel geweest zijn die nog de bouw had van de eerste vogels die tachtig miljoen jaar eerder leefden. Het kan ook een dromaeosauride zijn die apart een beter vermogen tot vliegen ontwikkeld had. In beide gevallen moeten oudere denkbeelden over de evolutie van de eumaniraptoren flink worden bijgesteld en de vondst heeft dan ook veel opzien gebaard.

## Vondst en naamgeving
In de zomer van 1995 werd tijdens een gezamenlijke expeditie van de State University of New York en de Universiteit van Antananarivo na een vegetatiebrand op een met dicht gras begroeide heuvelhelling bij het dorpje Berivotra een skelet ontdekt van de sauropode Rapetosaurus. Bij het opgraven van deze gigantische dinosauriër werden in een nabijgelegen veel kleinere groeve (MAD 93-18) ook fossielen aangetroffen, waaronder dat van een kleine theropode.
De soort is in 1998 beschreven door Catherine Forster, Scott Sampson, Luis Maria Chiappe en David Krause en werd eerst benoemd als Rahona, een geslachtsnaam die zowel "dreiging" als "wolk" betekent in het Malagasi met als gecombineerde interpretatie "dreiging uit de wolken". Hetzelfde jaar nog werd duidelijk dat deze naam al bezet was door de Malagassische mot Rahona Griveaud 1976 en werd zij veranderd in Rahonavis; het avis-achtervoegsel betekent "vogel" in het Latijn. De soortaanduiding eert John Ostrom, de grondlegger van de moderne theorie dat vogels dinosauriërs zijn. Het beschrijvende artikel werd gepubliceerd in het gerenommeerde tijdschrift Science; hoewel dit veel publiciteit opleverde, betekende het ook dat de beschrijving wegens ruimtebeperkingen slechts voorlopig kon zijn. Een uitgebreidere beschrijving is nog niet verschenen.
Het fossiel, holotype UA 8656, bestaat uit botten van zowel het voorstuk als het achtereind van het lichaam die bij elkaar werden aangetroffen op een oppervlakte van twintig centimeter in het vierkant in de vindplaats. De aardlaag behoort tot de Anembalemba-afzetting van de Maevaranoformatie, die dateert uit het Maastrichtien, 70-65 miljoen jaar oud. Het betreft een volwassen dier. De schedel ontbreekt. Het voorste deel bestaat uit de negende halswervel, een linkerschouderblad, een rechterellepijp en een rechterspaakbeen. De achterste delen bestaan uit de achtste tot dertiende ruggenwervel, een synsacrum met zes wervels, dertien staartwervels, het bekken en de achterpoten. De delen van de wervelkolom lagen grotendeels in verband maar veel botten zijn los aangetroffen. Het linkerdijbeen lag een meter van de rest van het skelet verwijderd. Een studie uit 1999 concludeerde dat in de klauwen van de achterpoten de originele hoornstof of keratine bewaard was gebleven.
In 2000 werden nog eens twee in Madagaskar gevonden onderste uiteinden van opperarmbeenderen aan de soort toegewezen, de specimina FMNH PA 746 en UA 9604. In 2002 werd ook een enkele ruggenwervel uit Marokko, NMC 50852, provisorisch aan Rahonavis toegewezen, maar de morfologie daarvan is afwijkend en de vondst is ook dertig miljoen jaar ouder.

## Beschrijving

### Grootte en onderscheidende kenmerken

Rahonavis in grootte vergeleken met een mens

Rahonavis is een klein dier; in 1998 werd de grootte omschreven als die van een raaf. De dijbeenderen hebben een lengte van 88/87,1 millimeter. Gregory S. Paul schatte in 2010 de lengte op zeventig centimeter, het gewicht op één kilogram.

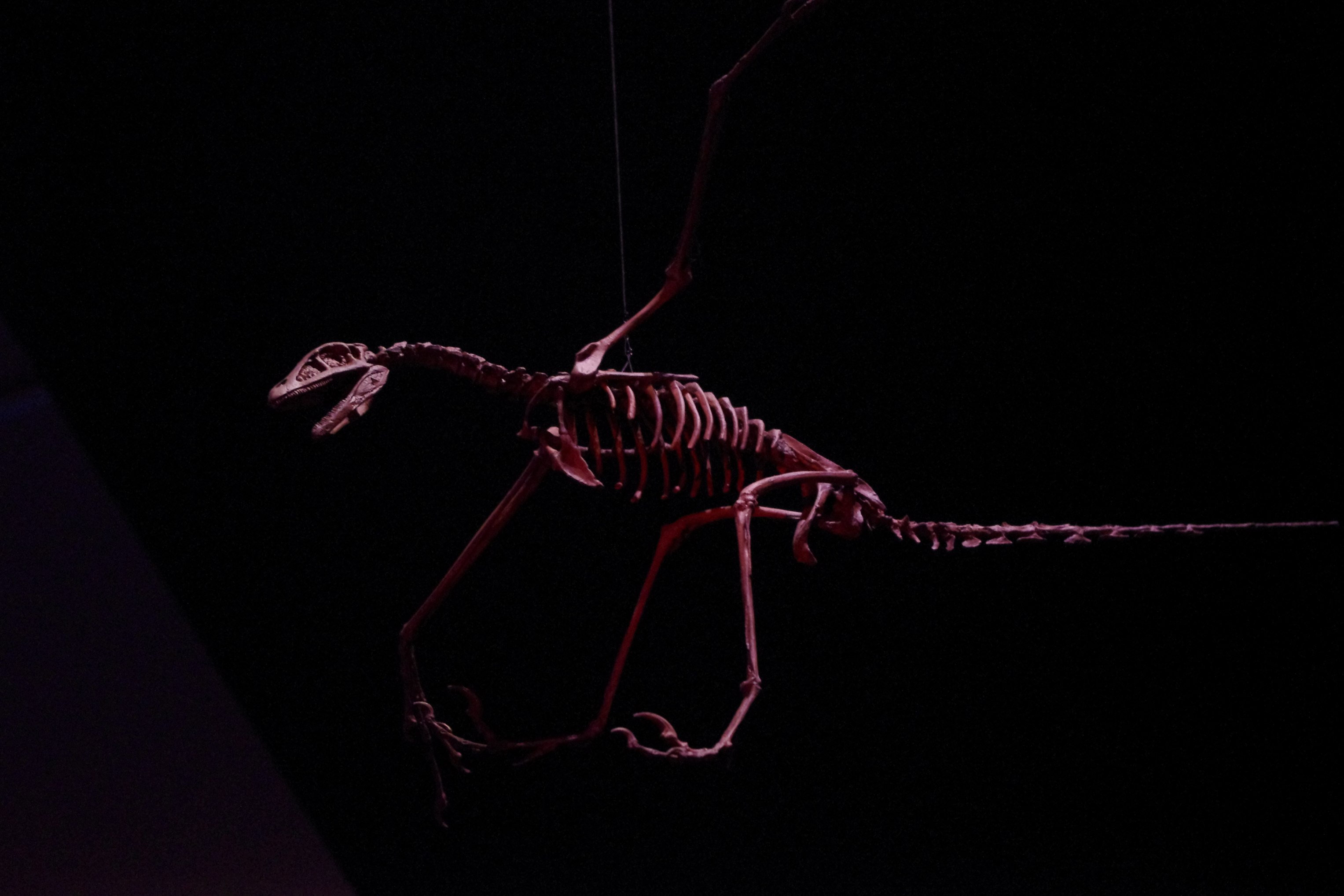
Een skeletmodel in een vliegende houding

De oorspronkelijke diagnose ging ervan uit dat Rahonavis een vogel was. In dat geval waren er volgens de beschrijvers twee kenmerken waarin het dier zich van andere vogels onderscheidt. De tweede teen kan opgetrokken worden. De ruggenwervels tonen een hyposfeen-hypanthrum-complex van secundaire gewrichtsverbindingen. Een ander basaal kenmerk dat alleen bij de basaalste vogels wordt aangetroffen, is het bezit van een lange benige staart, waarin de achterste staartwervels niet vergroeid zijn tot een pygostyle.
In 2012 had een studie van Alan Turner tot uitkomst dat Rahonavis een lid was van de Dromaeosauridae. In dat geval zijn er heel andere onderscheidende kenmerken. Het schouderblad wordt uitgehold door een diep schoudergewricht. Op de voorrand van het schouderblad is het uitsteeksel van de processus acromialis langgerekt, langer dan het schoudergewricht. Op het schouderblad bevindt zich aan de buitenzijde boven het schoudergewricht een lange verruwing als spieraanhechting. Het bovenblad van het schouderblad toont een knik met een lage bult op de voorste bocht. De ellepijp is langgerekt met papillae ulnares. Het ondervlak van de ellepijp heeft een driehoekig profiel en is 54° gewrongen ten opzichte van het boveneinde. Bij de ruggenwervels heeft de wervelboog minstens 40% van de hoogte van het wervellichaam. Er zijn zes sacrale wervels. De bovenkant van het dijbeen vormt een hoge trochanter die niet gekloofd is. Er bevindt zich een hoge en vingervormige zijrichel op de buitenkant van het dijbeen. De crista cnemialis van het scheenbeen is overdwars breed maar heeft een kort zijuitsteeksel. Het bovenvlak van het scheenbeen heeft een vierkant profiel. Het kuitbeen is sterk gereduceerd waarbij het hielbeen niet meer geraakt wordt. Het kuitbeen heeft geen lengtegroeve aan de bovenste binnenzijde.
In 2020 concludeerde een nieuwe beschrijving dat Rahonavis zich in één kenmerk van alle Paraves onderscheidt: het darmbeen is extreem lang met 76,5% van de lengte van het dijbeen.

### Skelet

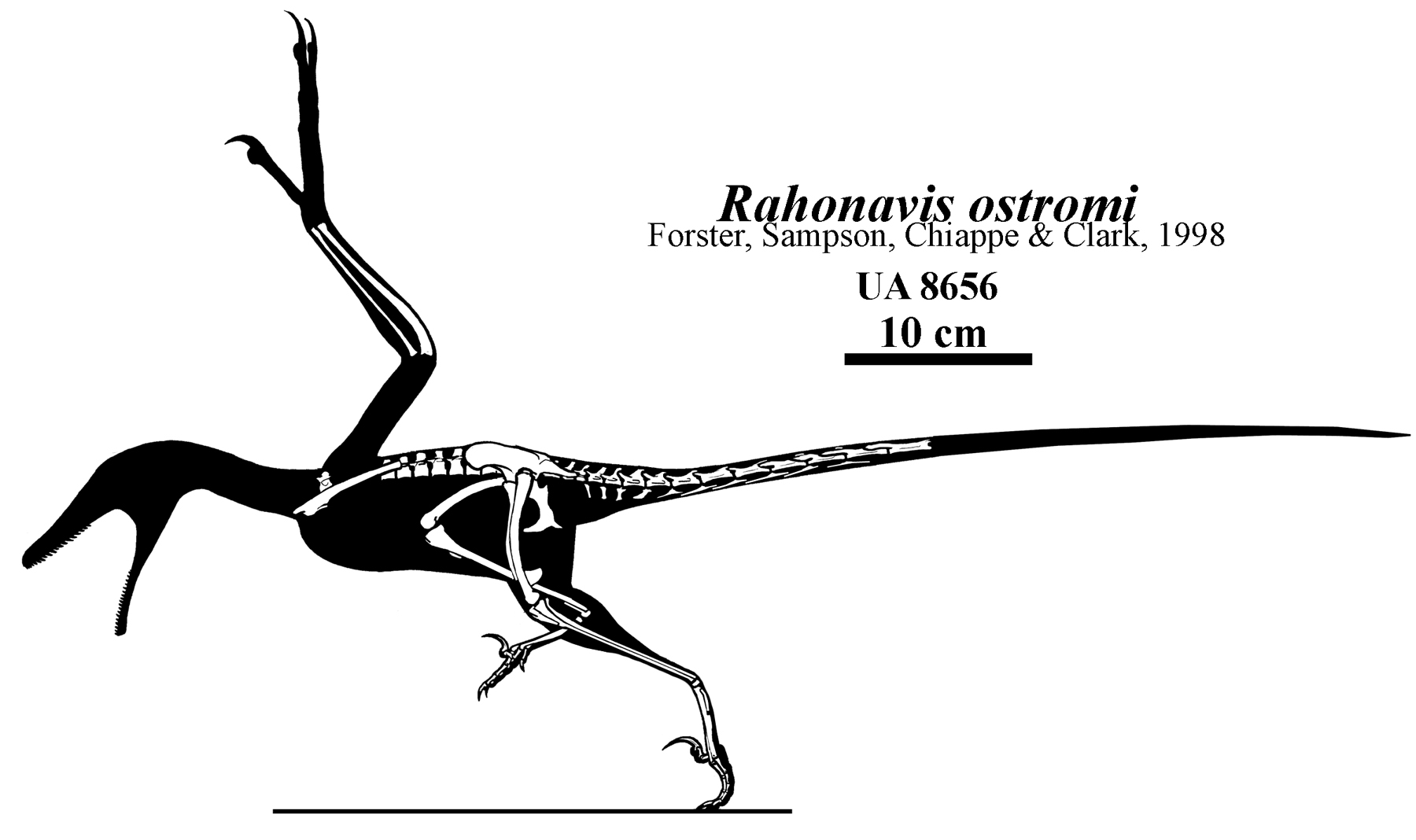
De bewaarde skeletelementen in een diagram door Jaime Headden

De enige bekende halswervel is sterk gepneumatiseerd zoals bij vogels. Beschadigingen laten zien dat het inwendige gevormd werd door luchtkamertjes. Aan beide zijden van het wervellichaam bevinden zich pleurocoelen. Deze wervel heeft ook een duidelijke hypapofyse, verdikking van de onderrand van het gewrichtsfacet, en een hoge wervelboog met in totaal 88% van de hoogte van het wervellichaam. De rugwervels hebben ook pleurocoelen die duidelijk doorboord zijn door pneumatoporen. Ook in de rug zijn de wervelbogen hoog, met 42% tot 62% van de hoogte van het wervellichaam. Hoge wervelbogen zijn typisch voor vogels. De ruggenwervels tonen hyposfeen-hypantrum-complexen. Dit zijn secundaire gewrichtsverbindingen waarbij een uitsteeksel aan de achterkant van de wervelboog, de hyposfeen, past in een holte aan de voorkant van de wervelboog van de achterliggende wervel, het hypantrum. Dergelijke complexen zijn typisch voor de Saurischia maar zijn bij alle bekende zekere vogels verloren gegaan; dat Rahonavis ze wel had, zagen de beschrijvers als een aanvullend bewijs dat vogels dinosauriërs zijn. Het heiligbeen bestaat uit zes sacrale wervels, een meer dan bij Archaeopteryx, die volkomen vergroeid zijn tot een synsacrum van 41,9 millimeter lengte. De staart is lang, zonder spoor van een versmelting van wervels tot een pygostyle, waarbij echter moet worden bedacht dat voornamelijk een aangesloten reeks van twaalf voorste wervels bekend is. De overgang van de voorste naar de middenstaart werd door de beschrijvers bij de negende wervel gelegd. Van de zevende wervel af beginnen de wervellichamen zich te verlengen en worden de chevrons veel korter en sledevormig, met hun voorste en achterste uitsteeksels aangesloten randen vormen aan de onderzijde van de staart. Al van de derde wervel af begin de wervelboog naar achteren te verschuiven en wordt het doornuitsteeksel lager. De achterste gewrichtsuitsteeksels worden uiteindelijk zeer lang en overspannen meer dan de helft van de achterliggende wervel. Een dergelijke extreme verlenging en verstijving van de middelste staartwervels is een typisch dromaeosauride kenmerk.
Het bekken is stevig gebouwd maar de helften zijn niet vergroeid, een basaal kenmerk. Het darmbeen is met 66,7 millimeter relatief lang. Het voorblad, met 55% van de totale lengte, is tweemaal zo lang is als het achterblad. Het achterblad is laag en puntig met een sterk holle bovenrand. Het schaambeen (os pubis) is robuust en verticaal gericht met een bewaarde lengte van 60,8 millimeter, dus met 90% van de darmbeenlengte. Het onderste uiteinde van het linkerschaambeen ontbreekt maar zijn rechtertegenhanger laat zien dat de schacht uitloopt in een dikke "voet" met alleen een achterste uitsteeksel dat rond naar achteren kromt. Het zitbeen is erg kort met 27,3 millimeter, dus slechts 45% van de schaambeenlengte, plaatvormig en breed in zijaanzicht. Er zijn twee uitsteeksels aan de achterrand. Het bovenste is vlak onder het voetstuk voor het darmbeen geplaatst en schuin naar boven gericht. Behalve van Unenlagia is het verder alleen bekend van basale vogels. Het onderste uitsteeksel is lager en schuin naar beneden gericht. Door beschadigingen is het lastig waarneembaar maar vermoedelijk bevindt zich een puntig uitsteeksel aan de onderkant van de holle voorrand. Dit zou de processus obturatorius kunnen zijn. De zitbeenderen zijn aan hun uiteinden niet met elkaar vergroeid.
De achterpoten waren in totaal zo'n 25 centimeter lang. Deze tonen de typische morfologie van de Dromaeosauridae, met een grote sikkelklauw aan de tweede teen, met een lengte van 19,7 millimeter, die bij het fossiel zelfs in opgetrokken stand bewaard bleef. De middenvoetsbeenderen zijn ook niet samengegroeid en evenmin is er fusie tussen het scheenbeen en de enkel tot een tibiotarsus. Er is nog een rudiment van een vijfde middenvoetsbeen. Bepaalde eigenschappen doen echter erg vogelachtig aan. Het dijbeen heeft geen duidelijke nek en een richel voor het kapsel ontbreekt. Bovenaan is er een ongekloofd trochantervlak. De eerste teen heeft volgens de beschrijvers een grijpend vermogen en is, hoewel tamelijk kort, naar achteren gericht; in die positie werd de teen aangetroffen. Volgens Turner echter, wijkt de teen in bouw niet af van die van andere basale maniraptoren waarvoor meestal niet wordt aangenomen dat voet een grijpende beweging kon uitvoeren; een gefossiliseerde achterwaartse positie wordt dan gezien als een artefact van het fossilisatieproces. Het scheenbeen is tamelijk lang, twaalf centimeter, dus 137% van de dijbeenlengte. Het mist een binnenste verbreding van de crista cnemialis, een nogal afgeleid kenmerk. Het kuitbeen is gereduceerd tot een splinter die de enkel niet meer raakt. De schacht ervan heeft maar een zesde van de doorsnede van die van het scheenbeen. De bult voor de aanhechting van de Musculus iliofibularis, die spier die van het darmbeen naar het kuitbeen loopt, is naar achteren gericht, net als bij de Ornithurae, de meer afgeleide vogels. Het sprongbeen is breed en kort, met een zevende van de lengte van het scheenbeen. Het sprongbeen is gedeeltelijk vergroeid met een klein hielbeen aan zijn buitenzijde. Deze beide bovenste enkelbeenderen zijn echter niet met het scheenbeen vergroeid, zoals bij vogels wel het geval is. Er is een los onderste enkelbeen aangetroffen, een tarsale dat het bovenvlak van het vierde middenvoetsbeen overkapt. Losse tarsalia zijn een basaal kenmerk. Een tarsometatarsus als bij afgeleide vogels ontbreekt dus doordat de middenvoet niet versmolten is, zelfs niet bovenaan, en deze metatarsus niet met de enkel. Het derde middenvoetsbeen is het langste met 48/48,1 millimeter. Dan komt het vierde middenvoetsbeen met 45,3/47,7 millimeter. Het tweede middenvoetsbeen is maar weinig korter met links en rechts 44,7 en 44,1 millimeter. Het eerste linkermiddenvoetsbeen is veel kleiner en 8,8 millimeter lang. Het is tamelijk robuust en volgens de beschrijvers onderaan de schacht van het tweede middenvoetsbeen geplaatst, een afgeleid kenmerk. Van de dragende tenen is de tweede het meest robuust. Het eerste kootje van de tweede teen, hoewel een stuk korter dan het eerste kootje van de derde teen heeft 140% van de breedte ervan. De kootjes van de tweede teen hebben grote kielen aan het uiteinde van de buitenste onderkant voor een betere hefboomwerking van de buigende pezen. Ook de vlakken bovenop voor de strekkende pezen zijn verbreed. De putten voor de gewrichtskapsel zijn hoog geplaatst en diep. Dit alles diende om de vergrote sikkelklauw een grotere rotatie toe te staan en meer kracht te laten zetten. In vergelijking zijn de klauwen van de derde en vierde teen kleiner, hoewel dat slechts indirect kan worden afgeleid uit de grootte van de gewrichtsvlakken van de voorlaatste kootjes van hun tenen. Alle teenkootjes hebben scharniergewrichten. Het eerste kootje van de eerste teen is relatief robuust en de eerste voetklauw is goed ontwikkeld.
De voorkant van het dier toont in sterkere mate vogelkenmerken. Daarvan is echter maar weinig bewaard gebleven. Het langwerpige schouderblad lag volgens de beschrijvers vrij horizontaal boven op de borstkas met een meer naar boven of althans zijwaarts gericht schoudergewricht, zodat de vleugel goed naar boven uitgeslagen en opgevouwen kon worden. Dat gewricht is overigens wel op de onderrand van het blad geplaatst, een basaal kenmerk. Het schouderblad heeft een lengte van 82,2 millimeter en is bovenaan maar weinig verbreed. Het heeft een goed ontwikkelde, naar voren uitstekende, processus acromialis. Het schouderblad is niet vergroeid met het ravenbeksbeen: het raakvlak is glad. Volgens Chiappe had het dus een gewrichtscontact met dat, overigens op zich niet gevonden, ravenbeksbeen; dit is een zeer geavanceerd kenmerk. Volgens Turner echter is dit dubieus: in ieder geval heeft een schouderblad onderaan geen uitsteeksel dat als bolgewricht functioneert. Ook wat er bekend is van de arm lijkt in omvang en bouw nogal afgeleid. De onderarm heeft een lengte van dertien centimeter, anderhalfmaal de lengte van het dijbeen, wat wijst op een armlengte die ruimschoots voldoende is om bij een dier van deze omvang een functionele vleugel te vormen: de ellepijp heeft met 132,3 millimeter ongeveer twee derden van de romplengte terwijl dat bij Archaeopteryx maar de helft is. Geen enkele bekende theropode buiten de vogels heeft proportioneel zo'n lange ellepijp. De vleugelspanwijdte moet boven de meter gelegen hebben, afhankelijk van de lengte van de slagpennen tussen de honderd en honderddertig centimeter. De ellepijp toont daarbij op de achterrand zes aanhechtingspunten, papillae ulnares, voor de slagpennen met plaats voor vier meer — die echter niet altijd zullen verbenen. De papillae zijn laag en iets langgerekt; richting pols worden ze lager. Ze hebben een onderlinge afstand van zestien millimeter. De ellepijp is daarbij gebogen en aanzienlijk dikker dan het spaakbeen, opnieuw een afgeleid kenmerk. Tussen ellepijp en spaakbeen is door de buiging van de ulna een duidelijk spatium interosseum zichtbaar. Het spaakbeen is langwerpig en recht, met een lengte van 126,9 millimeter.

## Fylogenie

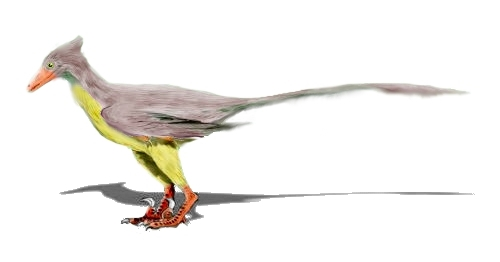
Rahonavis ziet eruit als een kleine dromaeosauride

De verwarrende combinatie van kenmerken van de Dromaeosauridae en de vogels heeft de vraag opgeroepen tot welke groep de soort nu eigenlijk behoort. Volgens een cladistiche analyse door de beschrijvers betreft het een zeer basale vogel. De meest waarschijnlijke uitkomst was dat Rahonavis een klade, de basaalste van de vogels, vormde samen met Unenlagia en Archaeopteryx. Een alternatief was dat Rahonavis net iets hoger, ofwel afgeleider, in de stamboom geplaatst was dan Archaeopteryx. Ze plaatsten de soort in de Aves zonder een nadere bepaling. Philip Senter gaf die in 2004 en plaatste de soort in een tamelijk hoge positie, in de Ornithurae. Uitgaande van de gedachte dat het inderdaad een vogel betreft, gaven Bradley Livezey en Richard Zusi de soort een eigen familie, de Rahonavidae, en orde, de Rahonaviformes. Van beide taxa is Rahonavis zelf dan het enige lid; de concepten worden in feite niet gebruikt.
Op de status van vogel zouden vooral het kleine formaat, de lange ellepijp met papillae ulnares, de losse bouw van het schouderblad, de lichte bouw, hoge wervelbogen, het synsacrum (de vergroeiing van de bekkenwervels) met zes wervels, het vierkante bovenvlak van het scheenbeen, het verkorte kuitbeen zonder groeve aan de binnenkant, het korte zitbeen en een opponeerbare eerste teen wijzen. In 1998 was ook het bezit van een echte vleugel met veren nog een teken dat het om een vogel ging. Tegenwoordig is het echter duidelijk geworden dat ook sommige dromaeosauriden vleugels hadden. Ook zou in dat geval de grote sikkelklauw vreemd zijn; Archaeopteryx had maar een heel klein sikkelklauwtje. Chiappe stelde in 2002 dat de aanwezigheid van een verruwing voor de aanhechting van de Musculus brachialis anticus onder de zijwaartse verbreding van het bovenvlak van de ellepijp met afgeleide vogels gedeeld werd, alsmede het bezit van het bult op de groeve voor de pees van de strekkende spier bij het tweede middenvoetsbeen, en een spaakbeen dat maar 70% van de breedte had van de ellepijp. Volgens Turner echter is het enige kenmerk dat verder alleen bij vogels bekend is, het driehoekige en sterk gewrongen ondervlak van de ellepijp.
Een cladistische analyse van Peter Makovicky uit 2005 had een sterk afwijkende uitkomst en plaatste Rahonavis in een klade met Unenlagia en Buitreraptor binnen de Dromaeosauridae. In 2006 plaatste een nieuwe analyse van Mark Norell hem in een gelijksoortige positie, als het zustertaxon van Unenlagia binnen de Unenlagiinae en dat werd in 2007 bevestigd door Turner en in 2009 door Philip John Currie. Gerald Mayr echter publiceerde in 2005 een analyse die Rahonavis weer als een vogel gaf.
Zowel in de interpretatie als dromaeosauride als die van vogel is het bestaan van Rohanavis lastig te verklaren. De opmerkelijkste eigenschap bestaat in een combinatie van een basale bouw met een zeer jonge leeftijd aan het eind van het Krijt. Als het een vogel is, zou het betekenen dat er een verborgen afstammingslijn bestaan moet hebben die zich gedurende het hele Krijt, tachtig miljoen jaar lang, heeft weten te handhaven ondanks een morfologie die weinig verbeterd was ten opzichte van Archaeopteryx die vroeger als een kortstondige "primitieve" vroege evolutiefase gezien werd. Daarbij zou die lijn dan met nog basalere dromaeosauriden in bouw geconvergeerd moeten hebben. Een mogelijke oplossing hiervoor is wel gezien in de geïsoleerde ligging van Madagaskar waardoor het als een toevluchtsoord voor weinig geavanceerde vormen gediend zou hebben; juist bij vliegende vogels kan die isolatie echter maar heel relatief geweest zijn.
Ook als een dromaeosauride is Rahonavis echter problematisch. Of de soort zou een aanwijzing zijn dat het vermogen tot vliegen tweemaal apart ontstaan is of ze wijst op een nog langere verborgen stamlijn van vliegende dromaeosauriden die een gemeenschappelijke paraviaanse voorouder heeft met Archaeopteryx. Aan de andere kant zou de soort dan wel het voorkomen van de Uenlagiinae in Zuid-Amerika verklaren, als enige dromaeosauride groep: dat verder geïsoleerde continent zou vliegend bereikt kunnen zijn.
Volgens Gregory S. Paul is Rahonavis een aanwijzing dat de Dromaeosauridae van vogels afstammen en zou dat de verwarrende combinatie van eigenschappen verklaren. Volgens Larry Martin, een tegenstander van de hypothese dat vogels dinosauriërs zijn, was het fossiel een chimaera: een toevallige combinatie van de resten van twee diersoorten, in dit geval de voorkant van een vogel en de achterkant van een dinosauriër. De een paar meter van Rahonavis gevonden vogel Vorona zou daar op wijzen. Volgens een analyse van Luis Maria Chiappe uit 2007 verklaart dat de eigenschappen van het bekken echter niet en heeft Martin de vogeleigenschappen van de armen overdreven en de dromaeosauriëreigenschappen van de achterpoten te zeer aangedikt. Daarbij hadden de oorspronkelijke beschrijvers juist om deze mogelijkheid te testen ook nog eens een analyse van zowel voorkant als achterkant apart uitgevoerd, waarbij ook het achterdeel als een vogel uitviel. Martin gaf zijn mening echter in 2000; sindsdien heeft hij zijn opvatting veranderd in de zin dat hij nu denkt dat dromaeosauriden en vogels wel nauw verwant zijn — maar geen dinosauriërs. Dat zou het belang van de vondst voor hem gering maken.

## Levenswijze
Het leefgebied van Rahonavis lag dicht bij de kust, was moerasachtig en had een warm klimaat met een droog seizoen.
Volgens de beschrijvers had Rahonavis een actieve levenswijze als vliegend roofdier. De pneumatisering van de wervels en de holle botten van de ledematen zouden het gewicht zo omlaag gebracht hebben dat het dier van de grond af kon opstijgen. Het dier zou met een aanloop zijn opgestegen. Volgens Paul was het een goede klimmer en kon het vanuit de bomen zijn prooi bespringen die wellicht ook uit wat grotere dieren bestond die met de sikkelklauw gedood konden worden.
Een jaar voor de beschrijving van Rahonavis, in 1997, publiceerde John Ruben een hypothese dat dinosauriërs ademden door hun schaambeenderen van voor naar achteren te bewegen. Vogels, met naar achteren geplaatste schaambeenderen en een hypopubic cup, een uitholling op de achterste uitsteeksels van de versmolten schaambeenvoeten, hebben een heel ander ademhalingssysteem met luchtzakken en dat zou in het debat over de oorsprong van de vogels bewijzen dat vogels geen dinosauriërs zijn. Tegenwoordig wordt deze gedachte niet meer serieus genomen, maar in 1998 was er uitgebreide discussie over. Forster e.a. droegen hieraan bij door er op te wijzen dat Rahonavis een verticaal schaambeen heeft maar wel een hypopubic cup. Daarbij suggereerde de combinatie van een verenkleed, grote vleugels en holle botten een actieve levenswijze en warmbloedigheid. De pneumatisering wees op de aanwezigheid van luchtzakken. Er was volgens hun dus geen eenduidig verband tussen de stand van het schaambeen en de vorm van de voet en evenmin was een naar achteren gekeerd schaambeen een noodzakelijke voorwaarde voor het bezit van luchtzakken. Ze achtten hiermee Rubens hypothese weerlegd.